# الوحدة العصبية الوعائية
تتألف الوحدة العصبية الوعائية «NVU» من مكونات الدماغ التي تنظم مجتمعةً تدفق الدم الدماغي لتوصيل العناصر الغذائية الضرورية إلى الخلايا العصبية المنشطة. تعالج الوحدة العصبية الوعائية معضلة الدماغ الفريدة المتمثلة في امتلاكه متطلبات طاقة عالية مع سعة تخزين طاقة منخفضة. لكي يعمل الدماغ بشكل صحيح، يجب أن يستقبل ركائز استقلاب الطاقة – الغلوكوز بشكل رئيسي – في مناطق محددة وبكميات وأوقات دقيقة. لا تمتلك الخلايا العصبية القدرة نفسها مثل الخلايا العضلية التي يمكنها استنفاد احتياطيات الطاقة وإعادة ملئها لاحقًا؛ لذا يجب أن يُدفع الاستقلاب الدماغي في اللحظة ذاتها. تُسهِّل الوحدة العصبية الوعائية هذا التوصيل الفوري، وبالتالي تضمن استمرار النشاط العصبي بسلاسة.
رُسِّخت الوحدة العصبية الوعائية كمفهوم في عام 2001، خلال الاجتماع الافتتاحي لمجموعة مراجعة تقدم السكتة الدماغية التابع لما يدعى «المعهد الوطني للاضطرابات العصبية والسكتة الدماغية» «NINDS». في السنوات السابقة، كانت أهمية كل من الخلايا العصبية والأوعية الدموية الدماغية معروفة جيدًا؛ لكن علاقتها المترابطة لم تكن كذلك. طالما اعتُبر الاثنان كيانين منفصلين يعملان بشكل مستقل في أغلب الأحيان. منذ عام 2001، تمثل الزيادة السريعة في الأوراق العلمية التي تستشهد بالوحدة العصبية الوعائية الفهم المتزايد للتفاعلات التي تحدث بين خلايا الدماغ وأوعيته الدموية.
تتكون الوحدة العصبية الوعائية من الخلايا العصبية، والخلايا النجمية، والأوعية الدموية (الخلايا البطانية والخلايا الجدارية الوعائية)، وجهاز الحركة الوعائية (الخلايا العضلية الملساء والخلايا المحيطية)، والخلايا الدبقية الصغيرة. تعمل هذه المكونات معًا في الاستجابة الدموية الثابتة لفرط الدم الدماغي. يُعد فرط الدم الدماغي آلية أساسية في الجهاز العصبي المركزي لتحقيق الثبات الداخلي تزيد من إمداد الدم لأنسجة الأعصاب عند الضرورة. تتحكم هذه الآلية بمستويات الأكسجين والعناصر الغذائية باستخدام التوسع الوعائي والتضيق الوعائي في عملية متعددة الأبعاد تشمل العديد من خلايا الوحدة العصبية الوعائية، إلى جانب جزيئات إشارات متعددة. تسمح التفاعلات بين مكونات «NVU» باستشعار احتياجات الخلايا العصبية من الأكسجين والغلوكوز، مما يُحفز بدوره استجابات التوسع الوعائي أو التضيق الوعائي المناسبة. يمكن للنشاط العصبي وكذلك الخلايا النجمية المشاركة بالتالي في الاقتران العصبي الوعائي «CNV»، سواء عن طريق إحداث التوسع الوعائي أو التضيق الوعائي. وهكذا، توفر الوحدة العصبية الوعائية البنية الأساسية للاقتران العصبي الوعائي، الذي يربط النشاط العصبي بتدفق الدم الدماغي ويُبرز الترابط بين تطورهما وبنيتهما ووظيفتهما.
يسمح الرابط الزماني والمكاني بين تدفق الدم الدماغي والنشاط العصبي للأول بأن يكون بديلًا عن الأخير. يمكن لتقنيات التصوير العصبي التي تراقب تدفق الدم بشكل مباشر أو غير مباشر، مثل التصوير بالرنين المغناطيسي الوظيفي «fMRI» والتصوير المقطعي بالإصدار البوزيتروني «PET»، قياس وتحديد موقع النشاط في الدماغ بدقة. يسمح تصوير الدماغ أيضًا للباحثين بفهم أفضل للوحدة العصبية الوعائية وتعقيداتها العديدة. علاوة على ذلك، فإن أي عوائق لوظيفة الجهاز العصبي الوعائي ستمنع الخلايا العصبية من تلقي العناصر الغذائية المناسبة. يمكن أن يؤدي التوقف الكامل لبضع دقائق فقط، الذي قد ينجم عن انسداد شرياني أو فشل قلبي، إلى أضرار دائمة والوفاة. يرتبط الخلل في الوحدة العصبية الوعائية أيضًا بأمراض التنكس العصبي بما في ذلك مرض آلزهايمر ومرض هنتنغتون.

## الوظيفة

### المكونات التشريحية
تتكون الوحدة العصبية الوعائية من خلايا وعائية (بما في ذلك البطانة، والخلايا المحيطية، والخلايا العضلية الملساء)، وخلايا دبقية (الخلايا النجمية والدبقية الصغيرة)، وخلايا عصبية ذات وصلات مشبكية للإشارة. تشكل الأوعية الدماغية، وهي الشرينات والحيز المحيط بالأوعية، شبكة «NVU». تتكون الشرينات من أوعية سحائية وشرينات، ويشمل الحيز المحيط بالأوعية البلاعم المحيطية بالأوعية بالإضافة إلى خلايا ماتو، والسحائية، والخلايا البدينة. يعد تدفق الدم الدماغي مكونًا حاسمًا لهذا النظام الشامل، وتُسهِّل الشرايين العنقية توفيره. يُقاس المقاومة الوعائية المجزأة، أو مقدار التحكم في التدفق الذي يحافظ عليه كل قسم من الدماغ، كنسبة انحدار ضغط الدم إلى حجم تدفق الدم. يمثل تدفق الدم داخل الوحدة العصبية الوعائية قناة مقاومة منخفضة تسمح بتوزيع الدم إلى أجزاء مختلفة من الجسم.
تستشعر خلايا الوحدة العصبية الوعائية احتياجات النسيج العصبي وتطلق العديد من الوسائط المختلفة التي تشارك في مسارات الإشارة وتُفعِّل أنظمة مستجيبة مثل التأثير العضلي المنشأ؛ تُحفز هذه الوسائط الخلايا العضلية الملساء الوعائية لزيادة تدفق الدم عبر التوسع الوعائي أو تقليله عبر التضيق الوعائي. يُعترف بهذا كاستجابة متعددة الأبعاد تعمل عبر شبكة الأوعية الدماغية ككل.

### الحاجز الدموي الدماغي
تشكل خلايا الوحدة العصبية الوعائية أيضًا الحاجز الدموي الدماغي «BBB»، الذي يلعب دورًا مهمًا في الحفاظ على البيئة الدقيقة للدماغ. بالإضافة إلى تنظيم خروج الدم ودخوله، يقوم الحاجز الدموي الدماغي أيضًا بتصفية السموم التي قد تسبب الالتهاب والإصابة والمرض. تعمل وحدة الأوعية الدقيقة الشاملة كدفاع للجهاز العصبي المركزي. يضم الحاجز الدموي الدماغي نوعين من الأوعية الدموية: الخلايا البطانية والخلايا الجدارية. تشكل الخلايا البطانية جدار الحاجز الدموي الدماغي، بينما توجد الخلايا الجدارية على السطح الخارجي لهذه الطبقة من الخلايا البطانية. تمتلك الخلايا الجدارية أيضًا طبقتها الخاصة من السطح الخارجي التي تستضيف الخلايا المحيطية التي تعمل على الحفاظ على نفاذية الحاجز، وتقوم الخلايا الظهارية بتصفية كمية السموم الداخلة. ترتبط هذه الخلايا بقطاعات مختلفة من الشجرة الوعائية الموجودة داخل الدماغ.

### الاقتران العصبي الوعائي
تعتمد العمليات الخلوية بشكل حاسم على إنتاج ثلاثي فوسفات الأدينوزين «ATP»، الذي يتطلب الغلوكوز والأكسجين. يجب توصيل هذه العناصر إلى مناطق في الدماغ باستمرار عبر تدفق الدم الدماغي. لكي يتلقى الدماغ ما يكفي من تدفق الدم عند الطلب العالي، يحدث اقتران بين الخلايا العصبية ودفق الدم الدماغي «CBF». يشمل الاقتران العصبي الوعائي التغيرات في تدفق الدم الدماغي التي تحدث استجابةً لمستوى النشاط العصبي. عندما يحتاج الدماغ إلى بذل المزيد من الطاقة، هناك زيادة مرتبطة في مستوى تدفق الدم لتعويض ذلك. لا يملك الدماغ مكانًا لتخزين الطاقة، وبالتالي يجب أن تكون استجابة تدفق الدم فورية حتى تستمر الوظائف الحاسمة للحياة. تظهر الصعوبات عندما تكون بروتينات الأنجيوتنسين موجودة بتركيزات أعلى، حيث ترتبط زيادة تدفق الدم التي تؤدي إلى ارتفاع ضغط الدم والاضطرابات المحتملة. علاوة على ذلك، سمحت تقنيات التصوير الحديثة للباحثين بمشاهدة ودراسة تدفق الدم الدماغي بطريقة غير جراحية. ومع ذلك، فإن تصوير هياكل الدماغ العميقة داخل الجسم الحي يمثل تحديًا. لذلك، يمكن دراسة الاقتران العصبي الوعائي «NVC» على شرائح دماغية خارج الجسم الحي محفوظة في ظروف بقاء. في النهاية، يعزز الاقتران العصبي الوعائي صحة الدماغ من خلال تنظيم تدفق الدم الدماغي السليم. لا يزال هناك الكثير لاكتشافه حوله؛ ونظرًا لصعوبة البحث داخل الجسم الحي، يعتمد الجسم المتزايد للمعرفة حول الاقتران العصبي الوعائي بشكل كبير على التقنيات خارج الجسم الحي لتصوير الوحدة العصبية الوعائية.